# Colección de Escritores Mexicanos
Die Colección de Escritores Mexicanos (Sammlung mexikanischer Schriftsteller) ist eine mexikanische Buchreihe zu mexikanischen Schriftstellern. Sie erschien in Mexiko-Stadt bei Porrúa, einem mexikanischen Verlag, wo auch die Reihe Sepan cuantos erschien.

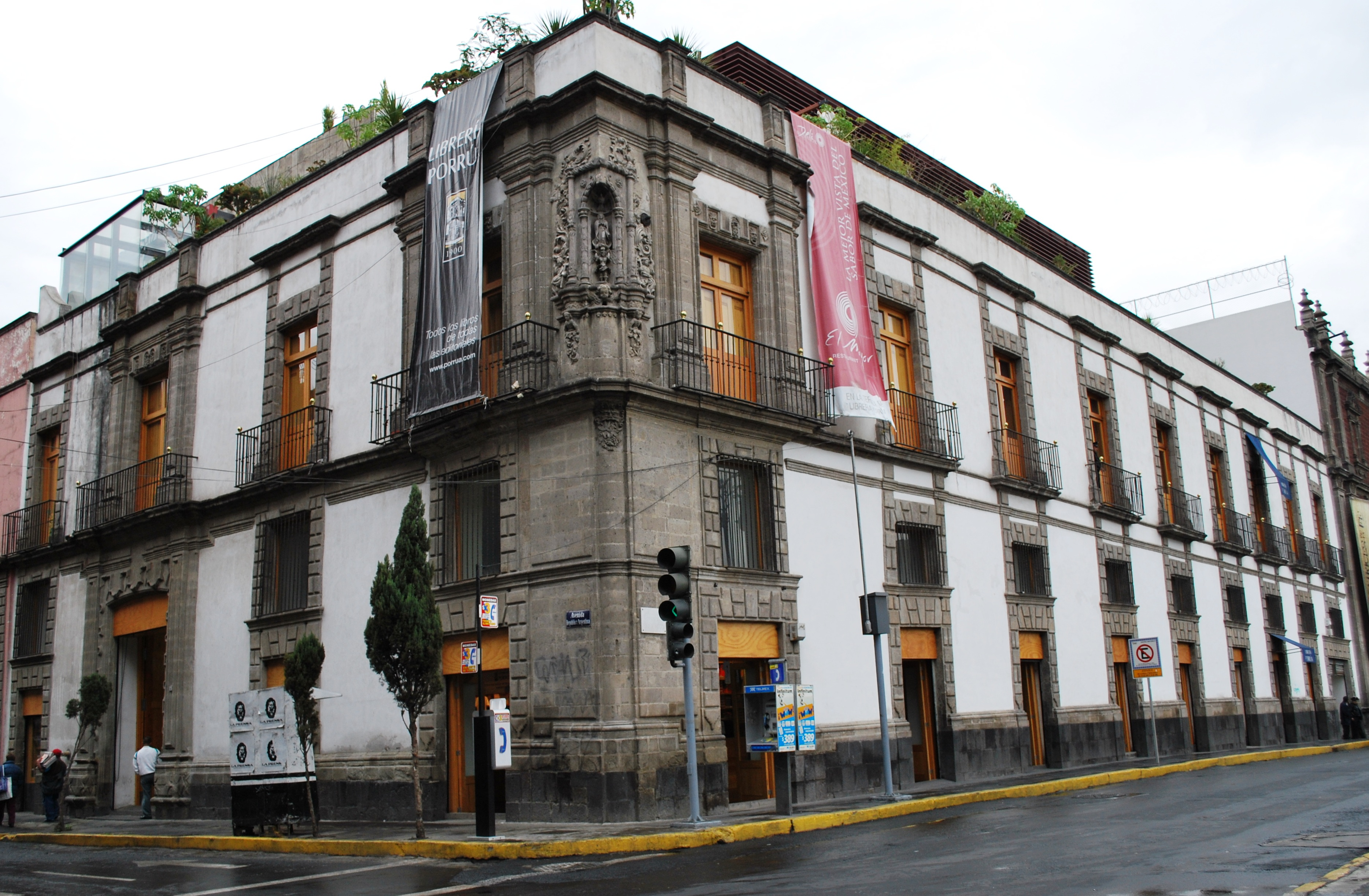
Librería Porrúa in Mexiko-Stadt

Die Bände der Reihe wurden zum großen Teil von Antonio Castro Leal (1896–1981) betreut, dem Rektor der Universidad Nacional de México (UNAM), damals noch Universidad de México.
Es ist eine vielfältige Sammlung zu den Werken der mexikanischen Literatur, die sich von Sor Juana Inés de la Cruz (Poesía, teatro y prosa, 1944) über José Fernando Ramírez (Fray Toribio de Motolinía y otros estudios), Salvador Díaz Mirón (Poesías completas), Martín Luis Guzmán (La sombra del caudillo) bis zu Joaquín Arcadio Pagaza (Poesía completa y versiones selectas, 1991) erstreckt, um nur einige wenige Autoren und Werke zu nennen.
Die folgende Übersicht erhebt keinen Anspruch auf Aktualität oder Vollständigkeit:

## Bände
- 1. Poesía, teatro y prosa. 1944. Cruz, Sor Juana Inés de la. Edición y prólogo de Antonio Castro Leal.
- 2. Obras históricas. 1944. Sigüenza y Góngora, Carlos de.
- 3. Clemencia. La navidad en las montañas. 1964. Altamirano, Ignacio Manuel. Edición y prólogo de Antonio Castro Leal.
- 4. Fray Toribio de Motolinía y otros estudios. 1957. Ramírez Álvarez, José Fernando. Edición, prólogo y notas de Antonio Castro Leal.
- 5. Poesías y cuentos. 1985. Othón, Manuel José. Edición y prólogo de Antonio Castro Leal.
- 6. Los parientes ricos. 1944. Delgado, Rafael. Edición y prólogo de Antonio Castro Leal.
- 7. Historia antigua de México I. 1945. Clavijero, Francisco Xavier. Edición y prólogo de Mariano Cuevas.
- 8. Historia antigua de México II. 1945. Clavijero, Francisco Xavier.
- 9. Historia antigua de México III. 1945. Clavijero, Francisco Xavier.
- 10. Historia antigua de México IV. 1945. Clavijero, Francisco Xavier.
- 11. La parcela: novela de costumbres mexicanas. 1968. López Portillo y Rojas, José.
- 12. Poesías completas. 1945. Díaz Mirón, Salvador. Edición y prólogo de Antonio Castro Leal.
- 13. Los bandidos de Río Frío. Tomo I. 1945. Payno, Manuel. Edición y prólogo de Antonio Castro Leal.
- 14. Los bandidos de Río Frío II. 1945. Payno, Manuel. Edición y prólogo de Antonio Castro Leal.
- 15. Los bandidos de Río Frío III. 1945. Payno, Manuel. Edición y prólogo de Antonio Castro Leal.
- 16. Los bandidos de Río Frío IV. 1945. Payno, Manuel. Edición y prólogo de Antonio Castro Leal.
- 17. Los bandidos de Río Frío V. 1945. Payno, Manuel. Edición y prólogo de Antonio Castro Leal.
- 18. Monja y casada, virgen y mártir I. 1958. Riva Palacio, Vicente. Edición y prólogo de Antonio Castro Leal.
- 19. Monja y casada, virgen y mártir II. 1958. Riva Palacio, Vicente. Edición y prólogo de Antonio Castro Leal.
- 20. Martín Garatuza I. 1945. Riva Palacio, Vicente. Edición y prólogo de Antonio Castro Leal.
- 21. Martín Garatuza II. 1945. Riva Palacio, Vicente. Edición y prólogo de Antonio Castro Leal.
- 22. Simpatías y diferencias I. 1945. Reyes, Alfonso. Edición y prólogo de Antonio Castro Leal.
- 23. Simpatías y diferencias II. 1945. Reyes, Alfonso. Edición y prólogo de Antonio Castro Leal.
- 24. La chiquilla : novela. 1946. González Peña, Carlos. Edición y prólogo de Antonio Castro Leal.
- 25. Los piratas del Golfo I. 1946. Riva Palacio, Vicente. Edición y prólogo de Antonio Castro Leal.
- 26. Los piratas del Golfo II. 1946. Riva Palacio, Vicente. Edición y prólogo de Antonio Castro Leal.
- 27. La vida literaria de México. 1946. Gonzaga Urbina, Luis. Edición y prólogo de Antonio Castro Leal.
- 28. Poesías completas. Tomo I. 1946. Urbina, Luis G. Edición y prólogo de Antonio Castro Leal.
- 29. Poesías completas. Tomo II. 1946. Urbina, Luis G. Edición y prólogo de Antonio Castro Leal.
- 30. Diario de sucesos notables (1665-1703) I. 1946. Robles, Antonio de. vol. 1. Edición y prólogo de Antonio Castro Leal.
- 31. Diario de sucesos notables (1665-1703) II. 1946. Robles, Antonio de. vol. 2. Edición y prólogo de Antonio Castro Leal.
- 32. Diario de sucesos notables (1665-1703) III. 1946. Robles, Antonio de. vol. 3. Edición y prólogo de Antonio Castro Leal.
- 34. Memorias de un impostor II. 1946. Riva Palacio, Vicente. Edición y prólogo de Antonio Castro Leal. / Memorias de un impostor I. 1946. Riva Palacio, Vicente. Edición y prólogo de Antonio Castro Leal.
- 35. Cuentos vividos y crónicas soñadas. 1946. Gonzaga Urbina, Luis. Edición y prólogo de Antonio Castro Leal.
- 36. Cuentos románticos. 1946. Sierra, Justo.
- 37. Memorias. Tomo I. 1988. Mier, Servando Teresa de. Edición y prólogo de Antonio Castro Leal.
- 38. Memorias. Tomo II. 1988. Mier, Servando Teresa de. Edición y prólogo de Antonio Castro Leal.
- 39. Ensalada de pollos y Baile y cochino. 1946. Cuéllar, José Tomás de. Edición y prólogo de Antonio Castro Leal.
- 40. Preludios. Lirismos. Silenter. Los senderos ocultos. 1946. González Martínez, Enrique. Edición y prólogo de Antonio Castro Leal.
- 41. Don Fray Juan de Zumárraga I. 1947. García Icazbalceta, Joaquín. vol. 1. Edición de Rafael Aguayo Spencer, Antonio Castro Leal.
- 42. Don Fray Juan de Zumárraga II. 1947. García Icazbalceta, Joaquín. vol. 2. Edición de Rafael Aguayo Spencer, Antonio Castro Leal.
- 43. Don Fray Juan de Zumárraga III. 1947. García Icazbalceta, Joaquín. vol. 3. Edición de Rafael Aguayo Spencer, Antonio Castro Leal.
- 44. Don Fray Juan de Zumárraga IV. 1947. García Icazbalceta, Joaquín. vol. 4. Edición de Rafael Aguayo Spencer, Antonio Castro Leal.
- 45. Historia de Chucho el Ninfo y La Noche Buena. 1947. Cuéllar, José Tomás de. Edición y prólogo de Antonio Castro Leal.
- 46. Recuerdos de la invasión norteamericana I. 1947. Roa Bárcena, José María. Edición y prólogo de Antonio Castro Leal.
- 47. Recuerdos de la invasión norteamericana II. 1947. Roa Bárcena, José María. Edición y prólogo de Antonio Castro Leal.
- 48. Recuerdos de la invasión norteamericana III. 1947. Roa Bárcena, José María. Edición y prólogo de Antonio Castro Leal.
- 49. Angelina. 1993. Delgado, Rafael. Edición y prólogo de Antonio Castro Leal.
- 50. La bola y La gran ciencia. 1948. Rabasa Estebanell, Emilio. Edición y prólogo de Antonio Acevedo Escobedo.
- 51. El cuarto poder y Moneda falsa. 1948. Rabasa Estebanell, Emilio. Edición y prólogo de Antonio Acevedo Escobedo.
- 52. La literatura nacional : revistas, ensayos, biografías y prólogos I. 1949. Altamirano, Ignacio Manuel. Edición, prólogo y notas de José Luis Martínez.
- 53. La literatura nacional : revistas, ensayos, biografías y prólogos II. 1949. Altamirano, Ignacio Manuel. Edición, prólogo y notas de José Luis Martínez.
- 54. La literatura nacional : revistas, ensayos, biografías y prólogos III. 1949. Altamirano, Ignacio Manuel. Edición, prólogo y notas de José Luis Martínez.
- 55. Obras : poesías, teatro, artículos y cartas. 1949. Acuña, Manuel. Edición y prólogo de José Luis Martínez.
- 57. El Periquillo Sarniento. Tomo II. 1949. Fernández de Lizardi, José Joaquín. Edición y prólogo de Jefferson Rea Spell. / El Periquillo Sarniento : obra reunida : tomos I-IV. 1949. Fernández de Lizardi, José Joaquín. Edición y prólogo de Jefferson Rea Spell.
- 59. México y sus revoluciones I. 1950. Mora, José María Luis. Edición y prólogo de Agustín Yáñez.
- 60. México y sus revoluciones II. 1950. Mora, José María Luis. Edición y prólogo de Agustín Yáñez.
- 61. México y sus revoluciones III. 1950. Mora, José María Luis. Edición y prólogo de Agustín Yáñez.
- 62. Carmen : memorias de un corazón. 1950. Castera, Pedro. Edición y prólogo de Carlos González Peña.
- 63. Fuegos fatuos y Pimientos dulces. 1951. Nervo, Amado. Edición y prólogo de Francisco González Guerrero.
- 64. Diario, 1648-1664 I. 1952. Martín de Guijo, Gregorio. vol. 1. Edición y prólogo de Manuel Romero de Terreros y Vinent.
- 65. Diario, 1648-1664 II. 1952. Martín de Guijo, Gregorio. vol. 2. Edición y prólogo de Manuel Romero de Terreros y Vinent.
- 66. Poesías completas I. 1953. Gutiérrez Nájera, Manuel. Edición y prólogo de Francisco González Guerrero.
- 67. Poesías completas II. 1953. Gutiérrez Nájera, Manuel. Edición y prólogo de Francisco González Guerrero.
- 68. Poesías completas y El minutero. 1953. López Velarde, Ramón. Edición y prólogo de Antonio Castro Leal.
- 69. Cuentos y notas. 1953. Delgado, Rafael. Prólogo de Francisco Sosa. Notas de Pedro Caffarel Peralta.
- 70. Las cien mejores poesías líricas mexicanas. 1992. Vv aa. Selección de Antonio Castro Leal.
- 71. Cuentos y narraciones. 1953. Salado Álvarez, Victoriano. Prólogo de Ana Salado Álvarez.
- 72. Al filo del agua. 1947. Yáñez, Agustín. Grabados de Julio Prieto.
- 73. Teatro selecto. 1957. Gorostiza, Manuel Eduardo de.
- 74. Coloquios espirituales y sacramentales I. 1958. González de Eslava, Fernán. Edición, prólogo y notas de José Rojas Garcidueñas.
- 75. Coloquios espirituales y sacramentales II. 1958. González de Eslava, Fernán. vol. 2. Edición, prólogo y notas de José Rojas Garcidueñas.
- 76. Ocios y apuntes y la rumba. 1958. Campo, Ángel de. Edición y prólogo de María del Carmen Millán.
- 77. Cosas vistas y Cartones. 1958. Campo, Ángel de. Edición y prólogo de María del Carmen Millán.
- 78. Dramas y poesías. 1986. Calderón y Beltrán, Fernando. Edición y prólogo de Francisco Monterde.
- 79. La hija del judío I. 2008. Sierra O’Reilly, Justo. Edición y prólogo de Antonio Castro Leal.
- 80. La hija del judío II. 1959. Sierra O’Reilly, Justo. Edición y prólogo de Antonio Castro Leal.
- 81. Don catrín de la fachenda ; Noches tristes y día alegre. 1959. Fernández de Lizardi, José Joaquín. Edición y prólogo de Jefferson Rea Spell.
- 82. Lope de Vega, sus amores y sus odios, y otros estudios. 1978. Icaza, Francisco A. de. Prólogo, edición y notas de Ermilo Abreu Gómez.
- 83. Un hereje y un musulmán. México hace trescientos años. Novela histórica. 1972. Almazán, Pascual. Edición y prólogo de Antonio Castro Leal.
- 84. Antología. 1925-1965. 1979. Novo, Salvador.
- 85. Cabello de elote. 1986. Magdaleno, Mauricio. Prólogo de Gonzalo Báez Camargo.
- 86. Obra poética. Tomo I. 1983. Torres Bodet, Jaime.
- 87. Obra poética. Tomo II. 1983. Torres Bodet, Jaime.
- 98. Poesía y teatro. 1972. Rodríguez Galván, Ignacio. Selección, prólogo y notas de Antonio Castro Leal.
- 89. La sombra del caudillo. 1977. Guzmán, Martín Luis. Prólogo de Antonio Castro Leal.
- 90. Antón Pérez y Juanita Sousa. 1974. Sánchez Mármol, Manuel. Edición de Antonio Castro Leal. Prólogo de Francisco J. Santamaría 1004.
- 91. La hija del rey. 1974. Peón y Contreras, José. Prólogo y notas de Antonio Magaña Esquivel.
- 92. El águila y la serpiente. 1984. Guzmán, Martín Luis.
- 93. Entretenimientos poéticos. Tomo I. 1991. Martínez de Navarrete, José Manuel.
- 94. Entretenimientos poéticos : Tomo II. 1991. Martínez de Navarrete, José Manuel. Prólogo de Porfirio Martínez Peñaloza.
- 95. Poesía completa y versiones selectas. 1991. Pagaza, Joaquín Arcadio. Notas de Tarsicio Herrera Zapién.